# Lose My Mind
«Lose My Mind» —en español: «Perder mi cabeza»— es una canción coescrita y grabada por el cantante estadounidense de música country, Brett Eldredge. Fue lanzada el 4 de mayo de 2015 como el primer sencillo del próximo y segundo álbum de estudio de Eldredge. Eldredge coescribió la canción con Ross Copperman y Heather Morgan. Los créditos de escritura son también para Cee Lo Green, Danger Mouse, Gian Franco Reverberi por un verso prestado de Crazy de Gnarls Barkley.

## Recepción crítica
Billy Dukes de Taste Of Country le dio a la canción una reseña favorable. Dukes llamó a la canción como "una brillante mezcla de lo viejo y lo nuevo", escribiendo que "este estilista único está cayendo más profundamente en un nicho en el cual Eldredge comenzó cortando en el álbum Bring You Back, y el formato es mejor para él." Jason Scott de AXS le dio a la canción tres estrellas y media de cinco, diciendo que "desde la introducción de la guitarra eléctrica y el ritmo chasquido de los dedos, la canción está construida sobre una base sólida de barniz pop, impulsado por su entrega más pulida."

## Vídeo musical
El vídeo musical fue dirigido por Joel Robertson y estrenado en abril de 2015. Como coprotagonista del vídeo se encuentra la modelo de Victoria's Secret, Rachel Hilbert.

## Posicionamiento en listas
"Lose My Mind" debutó en la posición número 34 en la lista Billboard Country Airplay para la semana del 9 de mayo de 2015. También debutó en la posición número 31 en la lista Billboard Hot Country Songs y en la posición número 17 en la lista Billboard Bubbling Under Hot 100 Singles para la misma semana debutante, vendiendo 21.000 copias en esa semana.
| Lista (2015)                               | Mejor Posición |
| ------------------------------------------ | -------------- |
| Canadá Country (Billboard)                 | 33             |
| Estados Unidos (Billboard Hot 100)         | 97             |
| Estados Unidos Country Airplay (Billboard) | 23             |
| Estados Unidos (Hot Country Songs)         | 26             |